# Джо Джонас
Джоузеф Адам Джонас, роден на 15 август 1989 в Каса Гранде, Аризона, е американски певец, музикант и актьор.
Заедно с брат си Ник е вокал на популярната банда „Джонас Брадърс“, основана от него и двамата му братя – Кевин и Ник. Дебютният му самостоятелен албум излиза под името Fastlife през октомври 2011 г.
Участва в популярното предаване на Дисни Ченъл, Jonas L.A. като Джо Лукас.

## Кариера

### Музикална кариера
За повече информация: Джонас Брадърс-История

### „Джонас Брадърс“
Джо е открит като музикант чрез брат си Ник, когато новият директор на Columbia Records Стийв Грийнберг прослушва запис на песен, написана и изпълнена от 3-та братя, и я харесва. Решава да подпише с братята като група, първоначално наречена Sons of Jonas („Синовете на Джонас“).
През 2005 г. излиза първият албум на групата – It's About Time, макар и в ограничени количества. В началото на 2007 г. групата разваля договора си с Columbia Records.
През февруари 2007 г. Джонас Брадърс подписва с Hollywood Records и на 7 август издават едноименния си албум.
Третият студиен албум на братята излиза на 12 август 2008 г. под името A Little Bit Longer. По това време те правят и две турнета – Look Me In The Eyes Tour и Burnin' Up Tour.
На 16 юни 2009 г. излиза четвъртият студиен албум Lines, Vines and Trying Times на бандата. Той е 2-рият им хитов албум и дълго държи първите места в класациите, но после е изместен от новия хит на Black Eyed Peas. На 2 май 2012 г. от групата обявяват, че са напуснали Hollywood Records и са изкупили правата на музиката си.

### Соло кариера
На 19 май 2012 г. е обявено, че Джо има намерение да издаде самостоятелен албум. Първият сингъл от албума, „See No More“, излиза на 3 юни. Като соло изпълнител Джо участва в 2 турнета – европейското турне на Бритни Спиърс, започнало на 16 октомври, и Турне Joe Jonas & Jay Sean заедно с Джей Шон, от 9 септември до 6 октомври. Вторият сингъл от албума се казва „Just In Love“ и дебютира на 9 септември. Видеото, заснето към него в Париж, е показано за пръв път по E! Online на 12 септември 2011 г.
Fastlife излиза на 11 октомври] и застава на 15-а позиция в класацията Billboard 200 с 18 000 продадени копия. Към 29 декември 2011 г. от албума са продадени 28 000 копия.
На 2 май 2012 г. Джо, като самостоятелен изпълнител, също се отделя от Hollywood Records и изкупува правата на песните си.

### Актьорство
За повече информация: Джонас Брадърс#Участия във филмови продукции и телевизионни предавания
На 17 август 2007 г. Джо, заедно с братята си, гостува в епизод на сериала „Хана Монтана“ на „Канал Дисни“. Тази серия излиза наравно с „Училищен Мюзикъл 2“ и представителен за Финиъс и Фърб. Чупи всички рекорди за обикновената кабелна телевизия и става най-гледания епизод на сериал за всички времена с 10,7 милиона гледания по цял свят.
Джо и братята му участват в Оригиналния филм на Канал Дисни Кемп Рок като бандата „Кънект Три“, където той изпълнява главната мъжка роля на Шейн Грей, вокал на групата. Саундтракът на филма излиза на 17 юни 2008 г.
Кратките серии Джонас Брадърс: Изживей мечтата дебютират по „Канал Дисни“ на 16 май 2008 г. Те показват живота на братята на турнето им Look Me In The Eyes Tour.
Джо, заедно с братята си, участва в оригиналния сериал на Disney Channel Jonas L.A.. Участва като гостуващо жури за American Idol на прослушванията в Далас.
През август същата година излиза шоуто The NEXT:The Fame Is at your doorstep на средния брат Джо, където е бъде ментор с още 3 музикални легенди – рапъра Nelly, Глория Естефан и Джон Рич.
| Филми                | Филми                                   | Филми           | Филми                                         |
| Година               | Филм                                    | Роля            | Забележка                                     |
| -------------------- | --------------------------------------- | --------------- | --------------------------------------------- |
| 2008                 | Концертът Най-доброто от Двата Свята    | Себе си         | 3D Концерт филм                               |
| 2008                 | Кемп Рок                                | Шейн Грей       | Създаден за телевизия                         |
| 2009                 | Джонас Брадърс: 3D концертът            | Себе си         | 3D Концерт филм                               |
| 2009                 | Група в автобус                         | Себе си         | Документално DVD                              |
| 2009                 | Нощ в музея 2                           | Херувим         | Филмова продукция                             |
| 2010                 | Кемп Рок 2: Последният концерт          | Шейн Грей       | Създаден за телевизия                         |
| Телевизионни сериали |                                         |                 |                                               |
| Година               | Заглавие                                | Роля            | Забележка                                     |
| 2008                 | Джонас Брадърс: Изживей мечтата         | Себе си         | Кратки документални епизоди                   |
| 2009 – 2010          | Jonas L.A.                              | Джо Лукас       |                                               |
| 2010                 | Жега в Кливланд                         | Уил Морети      | Сезон 1 епизод 9                              |
| 2010                 | Съни на алеята на славата               | Себе си         | So Random Christmas                           |
| 2010                 | 90210                                   | Себе си         | Сезон 3 епизод 8                              |
| 2012                 | Жега в Кливланд                         | Уил Морети      | Сезон 3 епизод 9                              |
| 2012                 | Married to Jonas                        | Себе си         |                                               |
| 2012                 | The Next: Fame Is at Your Doorstep      | Себе си         |                                               |
| Гостувания           |                                         |                 |                                               |
| Година               | Заглавие                                | Роля            | Забележка                                     |
| 2007                 | Хана Монтана                            | Себе си         | Сезон 2, Епизод 16                            |
| 2008                 | Игрите на Канал Дисни 2008              | Себе си         | Трети годишни                                 |
| 2008                 | Студио DC: Почти жив                    | Себе си         | Второ предаване                               |
| 2008                 | Екстремно преобразяване: Домашна версия | Себе си         | „Семейство Акър“ (Season 6, Episode 2)        |
| 2008                 | Новата 2008 година на Канал Дисни       | Себе си         |                                               |
| 2009                 | Събота вечер на живо                    | Себе си         | 14 февруари 2009                              |
| 2010                 | American Idol                           | Жури            | Епизод от 27 януари 2010                      |
| 2010                 | Екстремно преобразяване: Домашна версия | Себе си         | „The Heathcock Family“ (Season 7, Episode 17) |
| 2010                 | The Soup                                | Себе си         | 5 март 2010                                   |
| 2010                 | Daily 10                                | Себе си         | 27 юли 2010                                   |
| 2010                 | Top Chef                                | Себе си         | „Нощ в музея“ 8 декември 2010                 |
| 2011                 | When I Was 17                           | Себе си         |                                               |
| 2011                 | The Soup                                | Себе си         |                                               |
| 2011                 | The Wendy Williams Show                 | Себе си         |                                               |
| 2011                 | Daybreak                                | Себе си         |                                               |
| 2011                 | Late Night with Jimmy Fallon            | Себе си         |                                               |
| 2011                 | El hormiguero                           | Себе си         |                                               |
| 2012                 | Punk'd                                  | Себе си         |                                               |
| 2012                 | The Choice                              | Себе си         |                                               |
| Видео клипове        |                                         |                 |                                               |
| Година               | Заглавие                                | Изпълнител      | Роля                                          |
| 2010                 | Giving Up the Gun                       | Vampire Weekend | Тенис играч                                   |

## Личен живот
За повече информация:Джонас Брадърс#Личен живот
Джо е роден в Аризона, син на Денис, бивша учителка на жесто-мимичния език и певица, и Пол Кевин Джонас Старши, музикант, автор на текстове на песни и бивш Евангелистки пастор.
През 2006 излиза с Ей Джей Михалка от поп дуетът Aly&AJ, както тя потвърждава в MySpace блогът си.

През 2008 Джонас има доста раздухвана връзка с кънтри поп певицата Тейлър Суифт. На 11 ноември същата година, в интервю, тя казва, че Джо скъсал с нея в 27-секунден телефонен разговор. В отговор на това, той пише в блога си в MySpace: 
| „ | Обадих се, за да обсъдя чувства с другия човек, но очевидно тези чувства не са били приети добре. Не съм затворил. Някой друг го направи вместо мен. Телефонните разговори продължават само толкова, колкото човекът от другата страна иска. | “ |

, но публикацията вече е премахната. По-късно той заявява, че се опитвал да се свърже с Тейлър след късането, но никой не му е отговорил. Суифт посвещава песен на разбитото си сърце след раздялата им.
Джо започва връзка с Камила Бел след нейното участие в клипа към песента им Lovebug. След почти едногодишна връзка, двойката се разделя. По-късно Джо има и връзка с Деми Ловато, като това се оказва най-дългата му дотогава. След раздялата си с нея той се среща с актрисата Ашли Грийн от „Здрач“. Връзката им продължава почти година, но след излизането на соловия албум на Джо те се разделят.

## Дискография

### Сингли
| Година | Загалвие                                                  | Позиции в класации | Албум              |
| Година | Загалвие                                                  | САЩ                | Албум              |
| ------ | --------------------------------------------------------- | ------------------ | ------------------ |
| 2008   | „This Is Me“ (с Деми Ловато)(като Шейн Грей и Мичи Торес) | 9                  | Camp Rock          |
| 2008   | „Gotta Find You“ (като Шейн Грей)                         | 20                 | Camp Rock          |
| 2008   | „We Rock“ (като Шейн Грей)(с герои от Кемп Рок)           | 30                 | Camp Rock          |
| 2008   | „Play My Music“ (като Кънект Три)                         | 18                 | Camp Rock          |
| 2009   | „Send It On“(с Деми Ловато, Селена Гомез, Майли Сайръс)   | 20                 | Извъналбумна песен |
| 2009   | „Bounce“ (с Деми Ловато and Големия Роб)                  |                    | Извъналбумна песен |
| 2010   | „We Are the World 25 for Haiti“                           | 2                  | Извъналбумна песен |
| 2010   | „Make A Wave“ (с Деми Ловато)                             |                    | Извъналбумна песен |

### Албуми с Jonas Brothers
| Година | Изпълнител     | Заглавие                                        |
| ------ | -------------- | ----------------------------------------------- |
| 2006   | Jonas Brothers | It's About Time                                 |
| 2007   | Jonas Brothers | Jonas Brothers                                  |
| 2008   | Jonas Brothers | Camp Rock                                       |
| 2008   | Jonas Brothers | A Little Bit Longer                             |
| 2009   | Jonas Brothers | Be Mine (Jonas Brothers EP)                     |
| 2009   | Jonas Brothers | Джонас Брадърс: 3D концертът                    |
| 2009   | Jonas Brothers | iTunes на живо от SoHo (Jonas Brothers EP)      |
| 2009   | Jonas Brothers | Lines, Vines and Trying Times                   |
| 2009   | Jonas Brothers | Jonas Brothers: Live: Walmart Soundcheck CD+DVD |
| 2010   | Jonas Brothers | Jonas L.A.                                      |
| 2010   | Jonas Brothers | Camp Rock 2: The Final Jam                      |

### Позиции в класации
| Година | Заглавие                     | Позиция | Албум    |
| Година | Заглавие                     | U.S.    | Албум    |
| ------ | ---------------------------- | ------- | -------- |
| 2008   | „This Is Me“ (с Деми Ловато) | 9       | Кемп Рок |
| 2008   | „Gotta Find You“             | 30      | Кемп Рок |